# National Football League

National Football League (česky Národní fotbalová liga) je nejvyšší profesionální liga amerického fotbalu ve Spojených státech amerických. Byla založena v roce 1920 jedenácti týmy jako American Professional Football Association, o dva roky později se přejmenovala na National Football League. V současnosti ji tvoří 32 týmů z USA rozdělených do dvou konferencí AFC a NFC po šestnácti týmech. Každá konference se dále skládá ze čtyř divizí pojmenovaných podle světových stran, přičemž každá divize obsahuje čtyři týmy. NFL je federální zisková asociace nezapsaná v obchodním rejstříku v USA.
Základní část sezóny NFL je rozvržena do sedmnácti týdnů, během kterých každý tým odehraje šestnáct utkání a jeden týden má volno (Bye Week). V současnosti sezóna startuje čtvrtečním utkáním první týden v září a končí na konci prosince nebo na začátku ledna. Po skončení základní části postoupí šest týmů z každé konference do play-off (každá divize musí mít alespoň jednoho zástupce), přičemž se hraje na jeden vítězný zápas a vítězové konferencí se potkají ve speciálním zápase nazvaném Super Bowl. Hostitel tohoto utkání je vybrán několik let dopředu.
NFL je nejnavštěvovanější soutěží na světě, průměrná návštěva na utkání činila v sezóně 2011 67 394 lidí. 
Prvním českým hráčem v NFL byl 23. září 1973 Miroslav Rödr (Mirro Roder).

## Historie
V roce 1920 se ve městě Canton ve státě Ohio sešli představitelé několika profesionálních týmů amerického fotbalu a nezávislých týmů, a založili American Professional Football Conference, později přejmenovanou na National Football League. První oficiální mistrovský zápas se odehrál až v roce 1933; do té doby neexistoval systém play-off, takže se šampionem NFL stal ten tým, který měl po základní části nejlepší bilanci. Po sezóně 1958, jejíž finálový zápas byl nazván „největším utkáním všech dob“, se profesionální americký fotbal stal jedním z nejpopulárnějších sportů v USA. Nová soutěž, American Football League, odstartovala v roce 1960, a její expandující trh a atraktivní ofenzivní fotbal měli za následek, že se od roku 1965 stal profesionální americký fotbal nejpopulárnějším televizním sportem v Americe. Sloučení NFL a AFL, které začalo v roce 1966 a skončilo 1970, umožnilo další expanzi tohoto sportu a vytvořilo Super Bowl, který se stal jednou nesledovanějších sportovních událostí na světě.

## Oficiální pravidla a nejznámější odchylky
Přestože pravidla pro NFL, vysokoškolský i středoškolský americký fotbal jsou v zásadě stejná, existuje několik výjimek. NFL často mění pravidla v závislosti na tom, co se děje na hřišti i mimo něj, a podle toho jedná.
Některé zásadní odlišnosti v pravidlech:
- Přihrávka je zkompletovaná jedině tehdy, když má hráč po zachycení míče obě nohy ve hřišti. Ve vysokoškolském a středoškolském fotbale stačí pouze jedna noha. V potaz se také v obou případech bere, zda měl hráč při dopadu na zem míč plně pod kontrolou.
- V NFL je hráč zastaven teprve tehdy, dotkne-li se ho nejprve protivník a poté se dotkne hřiště jakoukoliv části těla, kromě chodidel nohou a dlaní rukou (takzvaný „down by contact“). Ve vysokoškolském fotbalu je hráč zastaven pokaždé, když se dotkne hřiště jakoukoliv části těla, kromě chodidel nohou a dlaní rukou.
- Hráči na některých pozicích nemohou zachytávat přihrávky, viz níže. Aby rozhodčí mohli lépe hlídat toto pravidlo, nosí hráči čísla podle pozic na hřišti.
- Pokud je v základní hrací době stav utkání nerozhodný, následuje patnáctiminutové prodloužení, které ovšem nemusí rozhodnout a zápas tak skončí remízou. V play-off se prodlužuje do té doby, dokud některý tým neskóruje. Od sezóny 2012 platí, že pokud je jako první dosažen field gól, šanci na skórování dostane i druhý tým. Pokud i ten zaznamená tři body, platí pravidlo náhlé smrti. Touchdown ukončuje zápas okamžitě. Ve vysokoškolském fotbalu v prodloužení každý tým dostane jednu šanci na skórování, přičemž začíná ve vzdálenosti 25 yardů od soupeřovy end zóny a čas se nepočítá. Tým vedoucí po obou výměnách je vyhlášen vítězem, v případě dalšího nerozhodnutého stavu je dále prodlužováno, protože vysokoškolský zápas nemůže skončit remízou.
- V NFL platí „two minute warning“, automatický timeout dvě minuty před koncem poločasů a každého prodloužení.
- Při úspěšně zkompletovaném první downu se hodiny nezastavují.
- Při pokusu o „two-point conversion“ se začíná z 2yardové linie, zatímco ve vysokoškolském fotbalu z 3yardové.
- Ve vysokoškolském fotbalu lze zablokovat „point-after touchdown“ a vrátit ho do endzóny soupeře a získat tak dva body. NFL toto neumožňuje, pokus je poté automaticky označen jako „no good“ (neúspěšný).
- Existuje také několik rozdílů v pravidlech bránění. Například při defenzivní „pass interference“ se rozehrává ze vzdálenosti, ve které k provinění došlo. Ve vysokoškolském fotbalu je stejný přestupek potrestán ztrátou maximálně patnácti yardů.
- Každému týmu jsou při utkání dány dvě možnosti (challenges) nechat si pomocí videa překontrolovat sporné situace. Pokud jsou obě situace vyřešeny kladně, tým dostává ještě třetí možnost. Všechny skórovací situace v posledních dvou minutách každého poločasu jsou automaticky zkontrolovány pomocí oficiálního videa. Od sezóny 2012 jsou kontrolovány také všechny turnovery. Ve vysokoškolském fotbalu má tým pouze jednu „challenge“ (dvě, pokud je první úspěšná).

## Struktura sezóny
Od roku 2002 má sezóna každého týmu tento pevný řád:
- 4 exhibiční utkání před startem základní části během srpna a září
- 16 utkání v základní části během sedmnácti týdnů od srpna do prosince nebo ledna
- vyřazovací část pro nejlepších 12 týmů v lednu, kulminující Super Bowlem v únoru

Tradičně se hrají středoškolská utkání amerického fotbalu v pátek večer, vysokoškolská utkání ve čtvrtek a sobotu, a většina zápasů NFL v neděli. Protože sezóna NFL je delší než ostatní, sobotní zápasy a sobotní play-off zápasy NFL se hrají až po skončení vysokoškolské fotbalové sezóny. Stanice ABC přišla v roce 1970 s Monday Night Football (pondělní dohrávkou), čtvrteční předehrávky byly zavedeny v 80. letech.

### Přípravné období
Po malých soustředěních na jaře, a tréninkovém kempu během července a srpna týmy NFL sehrají každý 4 přípravné (exhibiční) zápasy. Každý tým hostí na svém stadionu dva zápasy ze čtyř. Tyto výsledky se nezapočítávají do základní části. Přípravné období začíná utkáním „Pro Football Hall of Fame Game“, takže dva týmy z dvaatřiceti odehrají pět utkání. Dříve se před začátkem základní části hrál „American Bowl“.
Tyto čtyři utkání jsou vhodné pro nováčky, kteří nejsou zvyklí hrát před spoustou diváků. Zkušení hráči do těchto zápasů nenastupují, nebo pouze na krátký časový úsek, aby snížili riziko zranění. Z tohoto důvodu i přes snahy manažerů týmů nejsou tyto zápasy příliš navštěvované.

### Základní část

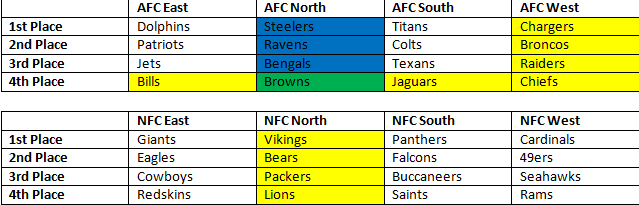
Soupeři Cleveland Browns v sezóně 2008. Browns hráli s modře zvýrazněnými týmy dvakrát a se žlutě jednou, dohromady 16 utkání.

Přichází po přípravném období, každý z 32 týmů sehraje 16 utkání během 17 týdnů, přičemž jeden týden uprostřed sezóny má tým volný. Základní část začíná po „Labor Day“ (státní svátek v USA) čtvrteční „Kickoff Game“, na nějž v současnosti vlastní vysílací práva stanice NBC. Nejranější začátek v poslední době tak připadl na 4. září v sezóně 2008, naopak nejpozdější na 10. září 2009, protože 1. září 2009 bylo úterý. Základní část neskončí dříve jak 3. ledna kteréhokoliv roku.
NFL používá pevně daný formát, kdo a kde se s kým v každé sezóně utká. Současný formát platí od sezóny 2002:
- Každý tým sehraje se svými třemi divizními soupeři dvě utkání, jedno doma a jedno venku (celkem 6 zápasů).
- Každý tým sehraje čtyři zápasy proti týmům z jedné divize jejich konference, dva doma a dva venku (celkem 4 zápasy). O tom, která divize to bude, rozhoduje tříletý, pevně daný cyklus rotace.
- Každý tým sehraje čtyři zápasy proti týmům z jedné divize z druhé konference, dva doma a dva venku (celkem 4 zápasy). O tom, která divize to bude, rozhoduje čtyřletý, pevně daný cyklus rotace.
- Každý tým sehraje dva zápasy proti týmům z různých divizí jejich konference, které se umístily v předchozí sezóně na stejném místě v rámci své divize. Jedno utkání doma, druhé venku (celkem 2 zápasy).

Ačkoliv tento řád určuje každému týmu soupeře, vedení soutěže obvykle nezveřejňuje data a časy jednotlivých utkání až do jara. NFL potřebuje několik měsíců k propracování rozpisu tak, aby nenastaly konflikty a byly maximalizovány televizní ratingy .

### Play-off

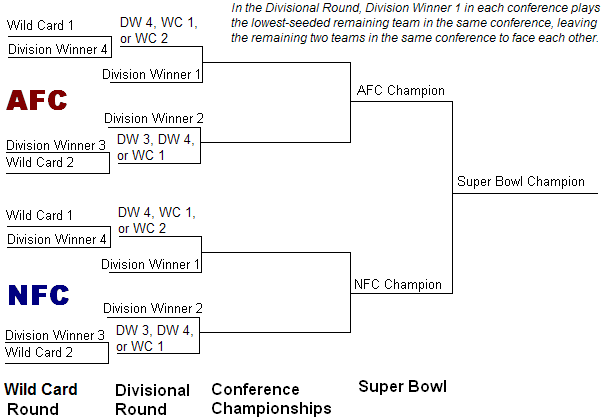
Struktura play-off NFL.

Po skončení základní části sezóna vyvrcholí zvláštním turnajem pro dvanáct týmů, který je zakončen Super Bowlem. Do play-off postoupí šest týmů z konference AFC a šest z NFC:
- Čtyři divizní šampióni, kteří mají ve své divizi po základní části nejlepší statistiku výher a porážek. Do pavouka jsou nasazeni na místa 1-4 podle toho, který tým má nejlepší statistiku.
- Dvě „divoké karty“ obdrží dva nejlepší týmy z dané konference bez ohledu na divizní příslušnost. Lepší z nich je nasazen jako číslo 5, horší jako 6. Prakticky tak na těchto dvou pozicích mohou být týmy, které mají lepší celkovou bilanci než nasazené týmy na 3. a 4. místě.

Nasazení do pavouka play-off je také pevně dané. V rámci každé konference se v prvním kole play-off (tzv. Wild Card Round) střetnou 3. a 6. nasazený tým, a ve druhém utkání 4. a 5. První a druhý nasazený tým mají volno. Ve druhém kole play-off (tzv. Divisional Round) záleží na tom, které týmy postoupily. Tým nasazený jako číslo 1 totiž musí hrát proti nejníže postavenému soupeři, tým nasazený jako číslo 2 dostane zbývajícího soupeře. Oba vítězné týmy si to ve finále konference (tzv. Conference Championships) rozdají o vítězství a postup do Super Bowlu. Ve všech těchto zápas automaticky platí, že utkání hostí výše nasazený tým.
Pořadatelství Super Bowlu je určeno několik let dopředu, takže se může stát, že jeden z týmů bude hrát na domácím stadionu. V historii NFL se nicméně ještě nestalo, aby takovýto tým získal Super Bowl. Protože jeden tým musí použít „domácí“ dresy a druhý venkovní, mění se rozdělení mezi konference každý rok.
NFL je jediná ze čtyř velkých profesionálních soutěží v USA, která používá eliminační systém jediného vyhraného zápasu ve všech kolech play-off.

### Pro Bowl
Pro Bowl, all-stars zápas NFL, se tradičně hrál týden po Super Bowlu. Utkání hostila řada stadiónů předtím, než Pro Bowl zakotvil na Aloha Stadium na Honolulu, kde se odehrálo 30 zápasů v řadě mezi roky 1980–2009. V roce 2010 se hrálo na Sun Life Stadium v Miami, kde se ten rok také odehrál Super Bowl, ale vůbec poprvé až po Pro Bowlu. Od roku 2012 se utkání hvězd vrací zpátky na Honolulu, ale termín před Super Bowlem už zůstává.
26. dubna 2012 reportér ESPN Chris Mortensen oznámil, že se po sezóně 2012 a i v následujících letech Pro Bowl hrát nebude. S odvoláním na zdroj ve vedení ligy uvedl, že komisař NFL Roger Goodell byl nespokojen s přístupem k utkání ze strany hráčů, přestože nedošlo k žádnému incidentu nebo zranění. Mortenson také řekl, že i když bude utkání stornováno, volící proces jednotlivých hráčů zůstane zachován, protože kontrakty mnoha hráčů s touto událostí pevně počítají. NFL se později rozhodla Pro Bowl zachovat, přičemž Honolulu jako místo zápasu i umístění týden před Super Bowlem zůstalo.

### Kalendář
Přestože NFL hraje svá utkání v pozdním létě, na podzim a na začátku zimy, celý zbytek sezóny je nabitý dalšími důležitými událostmi, jako je Draft NFL, podepisování smluv s volnými hráči nebo oznámením rozvrhu zápasů. Typický kalendář, navržený podle sezóny 2012, vypadá takto:
- 22. února – oznámení dvou týmů, které se zúčastní Pro Football Hall of Fame Game.
- 24. února – 2. března – NFL Scouting Combine na Lucas Oil Stadium v Indianapolisu.
- 25. února – uzávěrka klubů pro podepsání franchise a transition hráčů.
- 13. března – začíná období pro podepsání Veteran Free Agency hráčů a výměnu hráčů.
- 26. – 28. března – výroční schůze NFL ve městě Dana Point, stát Kalifornie. Je obvykle spojena s oznámením soupeřů pro první předehrávané kolo nového ročníku.
- začátek dubna – dobrovolné tréninkové kempy pro hráče.
- 17. dubna – zveřejnění programu na následující ročník.
- 26 – 28. dubna – Draft NFL v New Yorku.
- 21. – 23. května – jarní schůze NFL v Chicagu.
- 24. – 27. června – NFL sympózium nováčků v Palm Beach Gardens, stát Florida.
- prostředek července – patnáct dní před prvním přípravným zápasem se otvírají tréninkové kempy jednotlivých klubů.
- 5. srpna – slavnostní vítaní nových členů do Síně slávy profesionálního fotbalu, včetně sehrání Pro Football Hall of Fame Game.
- 9. – 13. srpna – tento víkend jsou odehrány první přípravné zápasy.
- 28. srpna – zeštíhlení soupisky z 90 jmen na maximálně 75
- 1. září – zeštíhlení soupisky ze 75 jmen na maximálně 53
- 5. – 10. září – otevírací kolo sezóny 2012
- 28. října – zápas International Series na stadionu Wembley v Londýně.
- listopad – začíná hlasování do Pro Bowlu, upravuje se zařazení týmů do Sunday Night Football.
- 22. listopadu – utkání na Den díkůvzdání.
- 30. prosince 2012 – konec základní části.
- 5. ledna 2013 – začíná play-off.
- 20. ledna – AFC a NFC Chamionship Games.
- 27. ledna – Pro Bowl.
- 3. února – Super Bowl.

## Týmy

### Současné týmy NFL
NFL se skládá z třiceti dvou týmů. Každý klub může mít na své soupisce maximálně 53 hráčů, nicméně většina využívá dresy pouze pro 45 hráčů každý týden. V souladu s rozložením obyvatel v USA se drtivá většina týmů nachází ve východní části země: sedmnáct jich spadá do východního časového pásma, 9 do centrálního, 4 do pacifického a pouze 2 do horského časového pásma.
V téměř všech velkých metropolitních oblastí USA se nachází alespoň jeden tým NFL, i když Los Angeles, druhá největší oblast, neměl vlastní tým v letech 1994 až 2015. Rams a Raiders zde sídlili v letech 1949–1994, respektive 1982–1994. 9. srpna 2011 LA City Council odsouhlasil plány na vybudování stadionu Farmers Field, aby tak přilákal jeden již existující tým. Od sezony 2016 se do města vrátili Rams ze St. Louis. A hned další sezonu (2017) se do města budou stěhovat i San Diego Chargers.
Na rozdíl od MLB a MLS není v NFL zastoupený žádný plně kanadský tým, i když Buffalo Bills hraje jedno utkání ročně v Torontu a stále se diskutuje o přesunu klubu do tohoto města. Navíc Jacksonville Jaguars budou od ročníku 2013 hrát jedno domácí utkání základní části v Londýně.
Dallas Cowboys jsou s odhadovanou hodnotou 2,1 miliardy dolarů nejcennější značkou v NFL a druhou nejcennější na světě po Manchesteru United. New England Patriots a Washington Redskins jsou druzí a třetí s hodnotou 1,64, respektive 1,6 milionu dolarů. Všech 32 týmů NFL patří mezi 50 nejhodnotnějších sportovních klubů na světě.
Od sezóny 2002 jsou týmy rozděleny takto:
| Divize                       | Klub                         | Město/Oblast                 | Stadion                             | Kapacita                     | Založeno                     | První sezóna                 | Hlavní trenér                | Majitel                                      |
| American Football Conference | American Football Conference | American Football Conference | American Football Conference        | American Football Conference | American Football Conference | American Football Conference | American Football Conference | American Football Conference                 |
| ---------------------------- | ---------------------------- | ---------------------------- | ----------------------------------- | ---------------------------- | ---------------------------- | ---------------------------- | ---------------------------- | -------------------------------------------- |
| East                         | Buffalo Bills                | Orchard Park, New York       | Bills Stadium                       | 71 608                       | 28. října, 1959              | 1960 (AFL), 1970 (NFL)       | Sean McDermott               | Terrence a Kim Pegulovi                      |
| East                         | Miami Dolphins               | Miami Gardens, Florida       | Hard Rock Stadium                   | 65 326                       | 16. srpna 1965               | 1966 (AFL), 1970 (NFL)       | Brian Flores                 | Stephen M. Ross                              |
| East                         | New England Patriots         | Foxborough, Massachusetts    | Gillette Stadium                    | 66 829                       | 22. listopadu 1959           | 1960 (AFL), 1970 (NFL)       | Bill Belichick               | Robert Kraft                                 |
| East                         | New York Jets                | East Rutherford, New Jersey  | MetLife Stadium                     | 82 500                       | 14. srpna 1959               | 1960 (AFL), 1970 (NFL)       | Robert Saleh                 | Robert Wood Johnson IV a Christopher Johnson |
| North                        | Baltimore Ravens             | Baltimore, Maryland          | M&T Bank Stadium                    | 71 008                       | 9. února 1996                | 1996 2                       | John Harbaugh                | Steve Bisciotti                              |
| North                        | Cincinnati Bengals           | Cincinnati, Ohio             | Paul Brown Stadium                  | 65 515                       | 23. května 1967              | 1968 (AFL), 1970 (NFL)       | Zac Taylor                   | Mike Brown                                   |
| North                        | Cleveland Browns             | Cleveland, Ohio              | FirstEnergy Stadium                 | 67 431                       | 4. června 1944               | 1946 (AAFC), 1950 (NFL) 2    | Kevin Stefanski              | Jimmy a Susan Haslamovi                      |
| North                        | Pittsburgh Steelers          | Pittsburgh, Pensylvánie      | Heinz Field                         | 68 400                       | 8. července 1933             | 1933                         | Mike Tomlin                  | Dan Rooney                                   |
| South                        | Houston Texans               | Houston, Texas               | NRG Stadium                         | 72 220                       | 6. října 1999                | 2002                         | David Culley                 | Janice McNair                                |
| South                        | Indianapolis Colts *         | Indianapolis, Indiana        | Lucas Oil Stadium                   | 67 000                       | 23. ledna 1953               | 1953                         | Frank Reich                  | Jim Irsay                                    |
| South                        | Jacksonville Jaguars         | Jacksonville, Florida        | EverBank Field 1                    | 67 246                       | 30. listopadu 1993           | 1995                         | Urban Meyer                  | Shahid Khan                                  |
| South                        | Tennessee Titans *           | Nashville, Tennessee         | Nissan Stadium                      | 69 143                       | 14. srpna 1959               | 1960 (AFL), 1970 (NFL)       | Mike Vrabel                  | Amy Adams Strunk                             |
| West                         | Denver Broncos               | Denver, Colorado             | Sports Authority Field at Mile High | 76 125                       | 14. srpna 1959               | 1960 (AFL), 1970 (NFL)       | Vic Fangio                   | Pat Bowlen                                   |
| West                         | Kansas City Chiefs *         | Kansas City, Missouri        | Arrowhead Stadium                   | 76 416                       | 14. srpna 1959               | 1960 (AFL), 1970 (NFL)       | Andy Reid                    | Clark Hunt                                   |
| West                         | Las Vegas Raiders*           | Las Vegas, Nevada            | Allegiant Stadium                   | 65 000                       | 30. ledna 1960               | 1960 (AFL), 1970 (NFL)       | Jon Gruden                   | Mark Davis a Carol Davis                     |
| West                         | Los Angeles Chargers *       | Carson, Kalifornie           | SoFi Stadium                        | 30 000                       | 14. srpna 1959               | 1960 (AFL), 1970 (NFL)       | Brandon Staley               | Alex Spanos                                  |
| National Football Conference |                              |                              |                                     |                              |                              |                              |                              |                                              |
| East                         | Dallas Cowboys               | Arlington, Texas             | AT&T Stadium                        | 80 000                       | 28. ledna 1960               | 1960                         | Mike McCarthy                | Jerry Jones                                  |
| East                         | New York Giants              | East Rutherford, New Jersey  | MetLife Stadium                     | 82 500                       | 1. srpna 1925                | 1925                         | Joe Judge                    | John Mara a Steve Tisch                      |
| East                         | Philadelphia Eagles          | Filadelfie, Pensylvánie      | Lincoln Financial Field             | 69 596                       | 8. července 1933             | 1933                         | Nick Sirianni                | Jeffrey Lurie                                |
| East                         | Washington Football team *   | Landover, Maryland           | FedExField                          | 82 000                       | 9. června 1932               | 1932                         | Ron Rivera                   | Daniel Snyder                                |
| North                        | Chicago Bears *              | Chicago, Illinois            | Soldier Field                       | 61 500                       | 17. září 1920 3              | 1920                         | Matt Nagy                    | Virginia Halas McCaskey                      |
| North                        | Detroit Lions *              | Detroit, Michigan            | Ford Field                          | 65 000                       | 28. února 1929               | 1930                         | Dan Campbell                 | Martha Firestone Fordová                     |
| North                        | Green Bay Packers            | Green Bay, Wisconsin         | Lambeau Field                       | 81 435                       | 11. srpna 1919               | 1921                         | Matt LeFleur                 | Green Bay Packers, Inc.                      |
| North                        | Minnesota Vikings            | Minneapolis, Minnesota       | U.S. Bank Stadium                   | 66 655                       | 28. ledna 1960               | 1961                         | Mike Zimmer                  | Zygmunt Wilf, Leonard Wilf a Mark Wilf       |
| South                        | Atlanta Falcons              | Atlanta, Georgie             | Mercedes-Benz Stadium               | 71 000                       | 30. června 1965              | 1966                         | Arthur Smith                 | Arthur Blank                                 |
| South                        | Carolina Panthers            | Charlotte, Severní Karolína  | Bank of America Stadium             | 75 419                       | 26. října 1993               | 1995                         | Matt Rhule                   | David Tepper                                 |
| South                        | New Orleans Saints           | New Orleans, Louisiana       | Mercedes-Benz Superdome             | 73 000                       | 1. listopadu 1966            | 1967                         | Sean Payton                  | Gayle Benson                                 |
| South                        | Tampa Bay Buccaneers         | Tampa, Florida               | Raymond James Stadium               | 65 890                       | 24. dubna 1974               | 1976                         | Bruce Arians                 | rodina Glazer                                |
| West                         | Arizona Cardinals *          | Glendale, Arizona            | University of Phoenix Stadium       | 63 400                       | 15. února 1898 4             | 1920                         | Kliff Kingsbury              | Michael Bidwill                              |
| West                         | Los Angeles Rams *           | Los Angeles, Kalifornie      | SoFi Stadium                        | 93 607                       | 2. května 1936               | 1936 (druhá AFL), 1937 (NFL) | Sean McVay                   | Stan Kroenke                                 |
| West                         | San Francisco 49ers          | Santa Clara, Kalifornie      | Levi's Stadium                      | 68 500                       | 4. června 1944               | 1946 (AAFC), 1950 (NFL)      | Kyle Shanahan                | Jed York                                     |
| West                         | Seattle Seahawks             | Seattle, Washington          | CenturyLink Field                   | 68 000                       | 4. června 1974               | 1976                         | Pete Carroll                 | Jody Allen                                   |

Poznámky
Hvězdička (*) označuje přesunutí licence. Pro podrobnější informace viz jednotlivé týmy. „Majitel“ odkazuje na hlavního majitele, tedy takového, který reprezentuje klub na setkání majitelů.

1. Tento tým hraje jedno domácí utkání mimo USA. Bills hrají mezi roky 2008–2017 v Rogers Centre v Torontu. Jacksonville Jaguars hrají mezi roky 2013–2016 ve Wembley v Londýně.
2. Následkem kontroverzního přesunu v roce 1996 NFL oficiálně suspendovala operace Clevelandu Browns, zatímco se hráči a personál přesunuli do Baltimoru do nově založeného klubu Baltimore Ravens. V rámci dohody mezi oběma městy se Ravens stali novým klubem, zatímco historie od roku 1946 a rekordy zůstali Browns. Browns začali znovu hrát od sezóny 1999.
3. Přestože byl klub původně založen v roce 1919 jako "A. E. Staley food starch company", oficiálně se počítá rok 1920, kdy George Halas převzal kontrolu nad klubem a založil Chicago Bears.[19]
4. Klub byl v současné podobě založen až po roce 1913, ale historicky se odkazuje na amatérský výběr hrající mezi roky 1898–1906.

### Bývalé týmy NFL
V raných letech byla NFL nestabilní a chaotickou organizací, takže mnoho týmů vzniklo a zase zaniklo. Teprve od spojení s All-America Football Conference v roce 1950 se situace ustálila, posledním týmem, který se vzdal licence, byli v roce 1952 Dallas Texans.

## Média

### Televize
Pravidelně každý rok je Super Bowl nejsledovanějším televizním pořadem v USA a druhým nejsledovanějším sportovním pořadem na světě za finále Ligy mistrů UEFA. Jednotlivé televizní kanály si práva na NFL dělí a usilují tak o zvýšení prestiže své stanice. Super Bowl je dokonce tak populární, že se kvůli němu vyrábějí speciální televizní upoutávky.
Televizní práva na NFL jsou nejlukrativnější a nejdražší komoditou ve sportu v USA. Současný stav, který platí od sezóny 2006 říká, že se o práva na základní část dělí pět stanic: CBS, Fox, NBC, ESPN a NFL Network. Regionální a méně důležitá utkání vysílají stanice CBS a Fox od 13:00 východního času (utkání hraná v pacifickém a horském časovém pásmu nezačínají nikdy kvůli časovému posunu v 13:00), významnější pak v 16:05 nebo 16:25. Celonárodně vysílané zápasy včetně nedělního večerního utkání (na stanici NBC), pondělního večerního utkání (na ESPN), čtvrteční večerní předehrávky (na NBC), výročního utkání na Den díkůvzdání (CBS, Fox a od roku 2012 NBC) vysílá NFL Network, dceřiná společnost National Football League.
NFL také pro různé stanice vyrábí pořady, především sestřih zajímavých událostí „Inside the NFL“ a sestřih historicky významných utkání prostřednictvím své firmy „NFL Films“. Ostatní pořady zahrnují „Hard Knocks“ pro HBO podrobně ukazující tréninkové kempy jednotlivých týmů, „Turning Point“, týdenní seriál na NBC Sports Network a divizí NFL Films produkovaný „Game of the Week“.

### Rádio
Každý tým v NFL má svou vlastní rozhlasovou stanici a platí její zaměstnance. Celonárodně v USA se NFL věnují Dial Global Radio Networks, Sports USA Radio Network, Compass Media Sports Network a ve španělštině Univision Radio. Internetové rádiové vysílání zajišťuje služba FieldPass. Volné šíření rádiového signálu (streaming) je, stejně jako v případě televizního vysílání, nezákonné, přesto ho mnoho subjektů porušuje.

### Internet a nová média
V říjnu 2006 NFL oznámila, že web NFL.com je plně funkční, včetně vývoje technologií, zázemí a vytváření obsahu. Nového vzhledu se adresa dočkala v srpnu 2007, poprvé od roku 1999. Web byl nejprve spravován společností ESPN.com a od roku 2001 na základě pětileté smlouvy za 120 milionů dolarů CBS SportsLine. V květnu 2009 byla NFL poprvé v historii nominována na cenu Emmy v kategorii Sport za živé pokrytí NFL Network’s Thursday a Saturday Night Football, a za pořad „Anatomy of a Play“. Před startem sezóny 2010 byla spuštěna hra Fantasy Football na NFL.com, ve které mohou fanoušci získat ceny a dokonce i vstupenky na Super Bowl.
NFL se 23. června 2023 domluvila na 10leté exkluzivní spolupráci se streamovací platformou DAZN, která tím nahradila oficiální streamovací platformu NFL Gamepass. Všichni stávající uživatelé byli automaticky převedeni i s případným předplatným. 

## Hráčské kontrakty
Přestože to není tak časté jako v jiných velkých sportech v USA, ani NFL se nevyhnula problémům ve vyjednávání, jako v letech 1982, 1987 a 2011. Tyto potíže ale zatím ani jednou nevedly ke zrušení základní části. Asociace hráčů National Football League (NFLPA) slouží jako podpůrná organizace hráče NFL. Mezi její povinnosti patří vyjednání kolektivní smlouvy (CBA) s vlastníky ligy, čímž ovlivňují vyjednávání jednotlivých hráčských smluv všech hráčů ligy. Mezi položky v CBA patří:
- Minimální plat pro hráče
- Platový strop
- Každoroční vysokoškolský draft
- Pravidla týkající se "volného agenta"
- Zřeknutí se hráče

Na základě kolektivní smlouvy z roku 1993 byly schváleny tři varianty pozic hráče pro vyjednávání s klubem:
- Hráč, který byl draftován, ale neodehrál ani jeden zápas, může vyjednávat pouze s klubem, který ho draftoval[26]. Hráč pak může odmítnout hrát do té doby, dokud se situace nevyřeší. Toto pravidlo je používáno proto, aby si hráč vyvzdoroval přestup do jiného klubu. Například John Elway byl draftován v roce 1983 Baltimore Colts, ale odmítl za nejhorší tým tohoto roku hrát, takže nastupoval v létě za baseballový tým New York Yankees. Colts poté prodali jeho práva Denveru Broncos[27].
- Hráč, který odehrál tři plné sezóny v lize a jehož kontrakt vypršel, je považován za "omezeného volného agenta" a jeho vyjednávací práva s jinými kluby jsou limitována. [26]
- Hráč, který odehrál čtyři a více sezón a jehož kontrakt vypršel, je považován za "neomezeného volného agenta" a má naprostou volnost ve vyjednávání s jakýmkoliv klubem. Tým může každý rok jmenovat jednoho hráče jako "Franchise Playera", čímž omezí jeho vyjednávací práva. Nicméně toto pravidlo bývá využito jen v minimu případů[26].

Pro sezónu 2010 nebyla přijata kolektivní smlouva, takže se hráči stali "neomezenými volnými agenty" až po šesti letech v klubu a "omezenými volnými agenty" po třech až pěti letech. Kolektivní smlouva z roku 2011 upravila tyto pravidla:
- Návrat k systému "volných agentů" používanému v letech 1993–2009.
- Platový strop byl stanoven na 120,375 milionu dolarů, minimum neexistuje[29].
- Platové minimum se vrátí od sezóny 2013 a bude tvořit 89% z platů z minulého roku[29].
- Byla schválena kompenzace pro nováčky, jejíž celkový limit v rámci ligy nepřesáhne 874 milionů dolarů. Nováčci vybraní v prvním kole dostanu čtyřletý kontrakt s roční opcí.
- Minimální plat se zvedne o 10–12 na základě držby.

## Draft NFL
V dubnu se každý tým NFL snaží přidat nové hráče na svou soupisku pomocí vysokoškolského draftu, známého jako "The NFL Annual Player Selection Meeting", který je známější pod zkratkou Draft NFL. Týmy se seřadí podle toho, jak byly úspěšné v předchozí sezóně, takže nejhůře postavené týmy mají nejlepší výchozí pozici a vybírající si nejlepší hráče. Draft se skládá ze sedmi kol, první dvě jsou v sobotu, zbývající v neděli. Tým má na vyjednávání v první kole 10 minut, ve druhém 7 a dalších 5 minut. Pokud se do této doby nerozhodne, může ho přeskočit v pořadí následující tým, jako se to stalo Minnesotě Vikings v roce 2010. Kluby mají právo své volby prodávat za jiné volby, peníze, hráče a kombinace těchto věcí. Výměna hráč za hráče je proti jiným sportům v sezóně poměrně raritní, ale během draftu je to běžná záležitost. Například v roce 1989 Dallas Cowboys vyměnili running backa Herschela Walkera do Minnesoty Vikings za pět veteránů a šest práv volby v následujících třech letech, čímž položili základy úspěšné dynastie v 90. letech.
Jednička draftu je brána jako nejlepší hráč svého ročníku. To může a nemusí být pravda, protože různé týmy potřebují pro své potřeby hráče na různých pozicích. Poslední draftovaný hráč má přezdívku " Mr. Irrelevant" (pan nedůležitý) a na jeho počest je pořádán slavnostní oběd v Newport Beach v Kalifornii. Draftovaný hráč může vyjednávat pouze s klubem, který je draftoval (nebo kam byl vyměněn). Klub pak má jeden rok na podepsání smlouvy s hráčem. Pokud to nedokáže, hráč může znovu vstoupit do draftu a být vybrán dalším klubem.
V sezóně 2011 byla vysokou školou s největším počtem hráčů v NFL University of Miami, jejích aktivních hráčů tehdy hrálo 42.

## Doping
Přístup NFL k užívání zakázaných látek je některými uznáván, a jinými kritizován, ale faktem je, že začal již v roce 1987 jako první v americkém profesionálním sportu. NFL pozastavuje činnost hráče bez nároku na plat ve chvíli, kdy byl pozitivně testován na zakázané látky, a to již od roku 1989: čtyři zápasy za první přestupek (čtvrtina základní části), osm utkání za druhé porušení (polovina sezony) a 12 měsíců za třetí přestupek. Stop platí jak pro základní část, tak play-off.
Zatímco MLB a NHL nedávno rozhodli o doživotním zákazu pro sportovce po třetím prohřešku, NFL je dlouho rezistentní proti tomuto opatření, a náhodné testování je teprve v začátcích. Do dubna roku 2005 bylo 111 hráčů NFL pozitivně testováno na zakázané látky, z nichž padesáti čtyřem NFL pozastavila činnost.
Kvůli Shawnemu Merrimanovi platí nové pravidlo, podle něhož od sezony 2007 nemůže hráč usvědčený z braní zakázaných látek hrát v Pro Bowlu ten rok. V roce 2009 v průměru 1 z 10 oslovených bývalých hráčů NFL uvedl, že osobně užil nyní zakázané anabolické steroidy během kariéry. 16,3 % ofenzivních linemenů přiznalo užívání steroidů, stejně jako 14,8 % defenzivních linemanů.

## Počítačové hry
Během let bylo vytvořeno několik her o americkém fotbalu vytvořených na základě NFL. K prvním patřili 10-Yard Fight ,Tecmo Bowl série pro konzolový formát NES, a nejznámější a dodnes vydávaná „série Madden“. Ta je pojmenována podle bývalého trenéra NFL Johna Maddena a poprvé vyšla v roce 1988. Před sezónou 2005 vydávali hry jednotlivé společnosti jako 2K Games nebo Midway Games, ale v prosinci 2004 získala exkluzivní pětiletý kontrakt společnost Electronic Arts a stala se tak jediným vlastníkem práv na NFL. To vedlo společnost Midway Games k vytvoření titulu „Blitz: The League“, kde figurují fiktivní hráči a kluby. V únoru 2008 EA Sports obnovila svůj exkluzivní kontrakt až do Super Bowlu 2013 . Kromě toho vydala firma Gameloft „NFL sérii“ pro handheldy  a v roce 2010 vyšla flashová hra „Quick Hit Football“ s oficiální licencí NFL .

## Vedení
Komisionáři a prezidenti:
1. dočasný sekretář Ralph Hay (1920)
2. prezident Jim Thorpe (17. září 1920 – 30. dubna 1921)
3. prezident Joseph Carr (30. dubna 1921 – 20. května 1939)
4. prezident Carl Storck (25. května 1939 – 5. dubna 1941)
5. komisionář Elmer Layden (1. března 1941 – 11. ledna 1946)
6. komisionář Bert Bell (11. ledna 1946 – 11. října 1959)
7. dočasný prezident Austin Gunsel (14. října 1959 – 26. ledna 1960)
8. komisionář Alvin Rozelle (26. ledna 1960 – 5. listopadu 1989)
9. komisionář Paul Tagliaube (5. listopadu 1989 – 1. září 2006)
10. komisionář Roger Goodell (1. září 2006 – současnost)
Hlavní sídlo ligy:
- Canton (1920–1921)
- Columbus (1921–1941)
- Chicago (1941–1946)
- Philadelphia (1946–1960)
- New York City (1960–současnost)

### Majitelé licencí
Na rozdíl od jiných profesionálních lig NFL neumožňuje, aby se majitelem klubu stala akciová společnost. Vlastnické skupina musí mít 24 nebo méně členů a alespoň jeden parter musí vlastnit 30 procent akcií nebo více. Green Bay Packers jsou výjimkou, protože už před schválením tohoto pravidla byli veřejně obchodovatelnou akciovou společností.

## Čísla dresů
V NFL nosí hráči čísla na dresech podle toho, na jaké pozici hrají. Současný systém byl zahrnut do pravidel 5. dubna 1973, aby fanoušci a rozhodčí snadněji identifikovali hráče. Ti hráči, kteří v té době měli již svá čísla delší čas, si je mohli ponechat. Čísla se rozdělují takto:
- Quarterbaci, kickeři a punteři 1-19
- Wide receiveři 10-19 a 80-89
- Running baci a defenzivní baci 20-49
- Ofenzivní linemani 50-79
- Linebackeři 50-59 a 90-99, pokud jsou zabraná tak 40-49
- Defenzivní linemani 50-79 a 90-99
- Tight endi 80-89 a 40-49

Před rokem 2004 wide receiveři používali pouze čísla 80-89 . NFL jim umožnila používat také čísla 10-19 v důsledku přílivu nových wide recieverů a tight endů do ligy. Ofenzivní centr Oakland Raiders Jim Otto nosil většinu své kariéry v AFL číslo 00 a po sloučení NFL a AFL si toto označení ponechal. Devin Hester z Chicaga Bears nosí jako wide receiver číslo 23, protože byl draftován jako cornerback a teprve po své nováčkovské sezóně přešel na novou pozici.
Občas pošle vedení NFL některý hráč žádost, aby směl nosit číslo mimo svou řadu. Linebacker Brad Van Pelt, který vstoupil do NFL v roce 1973 v dresu New York Giants nosil číslo 10 jedenáct sezón své kariéry. V roce 2006 žádal running back New Orleans Saints Reggie Bush NFL, aby si směl nechat číslo 5, které nosil na univerzitě USC. Jeho žádost byla zamítnuta . Také bývalý lineman Seattle Seahawks Brian Bosworth žádal v roce 1987 o ponechání čísla 44 z University of Oklahoma, a také bez úspěchu. Seahawks se pokusili pravidlo obejít tím, že Boswortha zapsali jako safetyho, ale poté, co s číslem 44 odehrál zápas proti Kansas City Chiefs, mu vedení ligy přidělilo původní číslo 55 .

## Ocenění
Seznam cen, které NFL uděluje hráčům a klubům:
- Super Bowl (Vince Lombardi Trophy)
- AFC Championship Game (Lamar Hunt Trophy)
- NFC Championship Game (George S. Halas Trophy)
- Don Shula NFL High School Coach of the Year Award
- Madden Most Valuable Protectors Award
- NFL Coach of the Year Award
- NFL Comeback Player of the Year Award
- NFL Defensive Player of the Year Award
- NFL Defensive Rookie of the Year Award
- NFL Most Valuable Player Award
- NFL Offensive Player of the Year Award
- NFL Offensive Rookie of the Year Award
- Pepsi NFL Rookie of the Year
- Pete Rozelle Trophy (Super Bowl MVP)
- Pro Bowl MVP
- Walter Payton Man of the Year Award

## Roztleskávačky
26 z 32 týmů NFL podporuje svou vlastní skupinu roztleskávaček. Tato skupina se účastní utkání a fandí vlastnímu týmu. Týmy bez roztleskávaček jsou Pittsburgh Steelers, Cleveland Browns, Chicago Bears, Green Bay Packers, New York Giants a Detroit Lions .

## Bezpečnost
Existuje široká škála kritiků, kteří nesouhlasí se současným postojem NFL k bezpečnosti zejména v oblasti otřesu mozku. Do května 2012 NFL čelila kolem sedmdesáti žalob od zhruba 1 800 bývalých hráčů . Například v dubnu 2012 se skupina bývalých hráčů Dallas Cowboys, včetně členů síně slávy Randyho Whitea, Boba Lillyho nebo Rayfielda Wrighta připojila k žalobě na NFL, která podle nich ignoruje spojitost mezi otřesem a trvalým poškozením mozku.

## Češi v NFL
Miroslav Rödr - 29 startů